# Cyclothyas siskiyouensis
Cyclothyas siskiyouensis är en kvalsterart som beskrevs av Smith, I. M. 1983. Cyclothyas siskiyouensis ingår i släktet Cyclothyas och familjen Hydryphantidae. Inga underarter finns listade i Catalogue of Life.